# Giuseppe Chiaretti

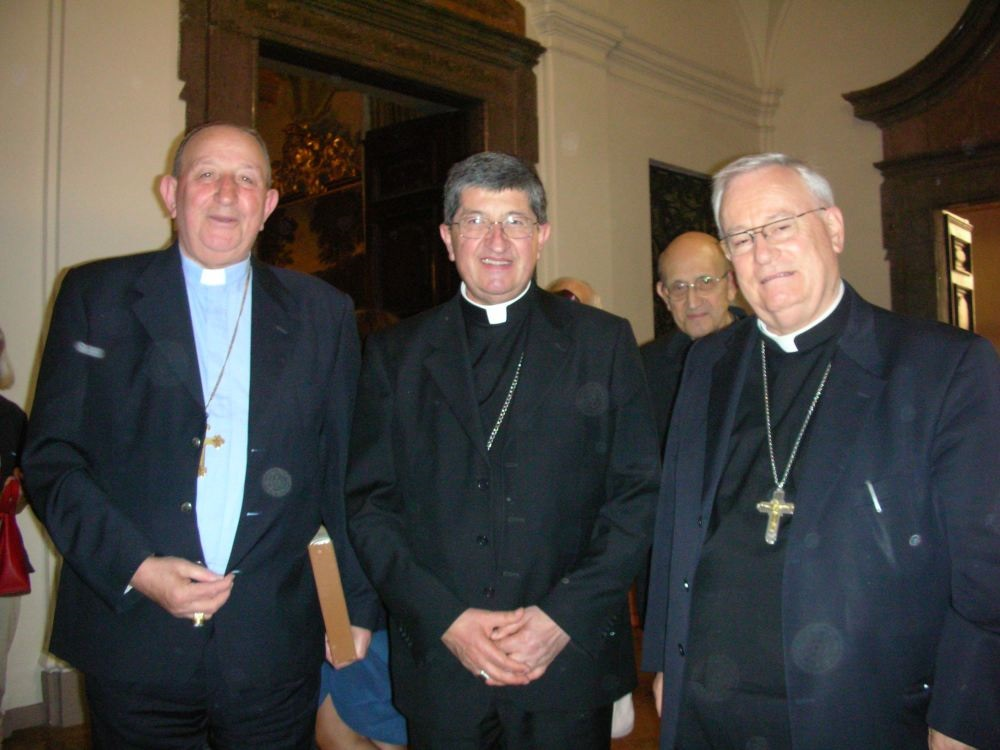
Erzbischof em. Giuseppe Chiaretti (hintere Reihe) zwischen den Kardinälen Betori (Mitte) und Basetti (rechts) (2013)

Giuseppe Chiaretti (* 19. April 1933 in Leonessa, Provinz Rieti; † 2. Dezember 2021 in Perugia) war ein italienischer Geistlicher und römisch-katholischer Erzbischof von Perugia-Città della Pieve.

## Leben
Giuseppe Chiaretti empfing nach seiner theologischen Ausbildung am 8. Dezember 1955 die Priesterweihe für das Erzbistum Spoleto.
Papst Johannes Paul II. ernannte ihn am 7. April 1983 zum Bischof von Ripatransone-San Benedetto del Tronto und Montalto delle Marche. Die Bischofsweihe spendete ihm Kurienkardinal Sebastiano Baggio am 15. Mai desselben Jahres; Mitkonsekratoren waren Ottorino Pietro Alberti, Erzbischof von Spoleto, und Vincenzo Radicioni, emeritierter Bischof von Ripatransone-San Benedetto del Tronto und Montalto delle Marche.
Mit der Vereinigung der Bistümer Montalto delle Marche und San Benedetto del Tronto-Ripatransone am 30. September 1986 wurde er erster Bischof von San Benedetto del Tronto-Ripatransone-Montalto. Am 9. Dezember 1995 berief ihn Johannes Paul II. zum Erzbischof von Perugia-Città della Pieve. Die Amtseinführung fand am 28. Januar 1996 statt. Von 2005 bis 2009 war er Vizepräsident der Italienischen Bischofskonferenz (CEI) für Mittelitalien und Präsident der Umbrischen Bischofskonferenz sowie Mitglied des Päpstlichen Rates zur Förderung der Einheit der Christen.
Am 16. Juli 2009 nahm Papst Benedikt XVI. sein aus Altersgründen vorgebrachtes Rücktrittsgesuch an. Bis zur Amtseinführung seines Nachfolgers am 4. Oktober desselben Jahres leitete er das Erzbistum Perugia-Città della Pieve als Apostolischer Administrator. Er starb in einem Krankenhaus in Perugia, in das er zuvor wegen eines Atemstillstands eingeliefert worden war.

## Wirken
Im Alter von 11 Jahren – am 7. April 1944 – hatte Giuseppe Chiaretti die Ermordung von Concezio Chiaretti während des nationalsozialistischen Massakers von Leonessa miterlebt. Ein Drama, das auch sein priesterliches Leben prägte: Alljährlich am 7. April traf er sich mit Überlebenden in Leonessa zum Gedenken.
Chiaretti initiierte den Seligsprechungsprozess von Vittorio Trancanelli, einem Arzt des Krankenhauses Santa Maria della Misericordia.